# Colobaspis nyassae
Colobaspis nyassae es una especie de coleóptero de la familia Megalopodidae.

## Distribución geográfica
Habita en Malaui.